# Борейчук Юрій Іванович
Юрій Іванович Борейчук (нар. 25 січня 1968, Рівненська область, Україна) — полковник Служби безпеки України. Начальник Управління СБУ в Тернопільській області з 7 листопада 2019 по 15 серпня 2022.

## Життєпис
Закінчив Дніпропетровський інститут інженерів залізничного транспорту (1993).
У 1987—1989 роках проходив строкову військову службу. Працював на Рівненському заводі надміцних конструкцій (1993—1994), оперуповноваженим, начальником Управління Служби Безпеки України, начальником Управління СБУ в Тернопільській області (2019—2022). 
Одружений, має трьох дітей.

## Військові звання
- полковник (2010).